# Hubble: 15 Anos de Descobertas
Hubble: 15 anos de descobertas é uma série estadunidense do History.

## Sinopse
Em abril de 2005, o Telescópio espacial Hubble da NASA e da Agência Espacial Européiacompletou quinze anos em órbita ao redor da Terra. Este retrato de um dos maiores projetos científicos de todos os tempos contém grande quantidade de imagens inéditas, entre as quais se encontram belíssimas fotografias captadas pelo Hubble fora de nossa atmosfera, revelando imagens de sonhos jamais vistas pelo homem.